# Apeadero Tomás Santa Coloma
El apeadero debe su nombre a Tomás Santa Coloma, fallecido en 1923 y propietario de campos en la zona.
La sección Lacroze - Rojas tuvo servicio de pasajeros, conocido popularmente como el "Federico", hasta noviembre de 1993[cita requerida]. El último servicio de cargas se registró en el año 1998[cita requerida]. Pese a que el ramal completo se encuentra sin tráfico y en estado de abandono, un grupo de vecinos de la zona comenzaron con tareas de limpieza en el apeadero.